# Девенс (Массачусетс)
Девенс (англ. Devens) — переписна місцевість (CDP) в США, в округах Міддлсекс і Вустер штату Массачусетс. Населення — 1697 осіб (2020).

## Географія
Девенс розташований за координатами 42°32′36″ пн. ш. 71°36′51″ зх. д. / 42.54333° пн. ш. 71.61417° зх. д. (42.543366, -71.614028).  За даними Бюро перепису населення США в 2010 році переписна місцевість мала площу 17,73 км², з яких 17,50 км² — суходіл та 0,23 км² — водойми.

## Демографія
Згідно з переписом 2010 року, у переписній місцевості мешкало 1840 осіб у 132 домогосподарствах у складі 93 родин. Густота населення становила 104 особи/км².  Було 151 помешкання (9/км²).
Расовий склад населення:
| - 77,1 % — білих - 19,1 % — чорних або афроамериканців - 2,7 % — азіатів |

До двох чи більше рас належало 0,4 %. Частка іспаномовних становила 10,5 % від усіх жителів.
За віковим діапазоном населення розподілялося таким чином: 8,7 % — особи молодші 18 років, 88,8 % — особи у віці 18—64 років, 2,5 % — особи у віці 65 років та старші. Медіана віку мешканця становила 29,7 року. На 100 осіб жіночої статі у переписній місцевості припадало 444,4 чоловіків;  на 100 жінок у віці від 18 років та старших — 555,9 чоловіків також старших 18 років.
Середній дохід на одне домашнє господарство  становив 91 276 доларів США (медіана — 76 468), а середній дохід на одну сім'ю — 101 784 долари (медіана — 77 153). За межею бідності перебувало 13,7 % осіб, у тому числі 0,0 % дітей у віці до 18 років та 13,2 % осіб у віці 65 років та старших.
Цивільне працевлаштоване населення становило 328 осіб. Основні галузі зайнятості: освіта, охорона здоров'я та соціальна допомога — 53,4 %, науковці, спеціалісти, менеджери — 14,0 %, публічна адміністрація — 11,0 %.